# 浦和警察署

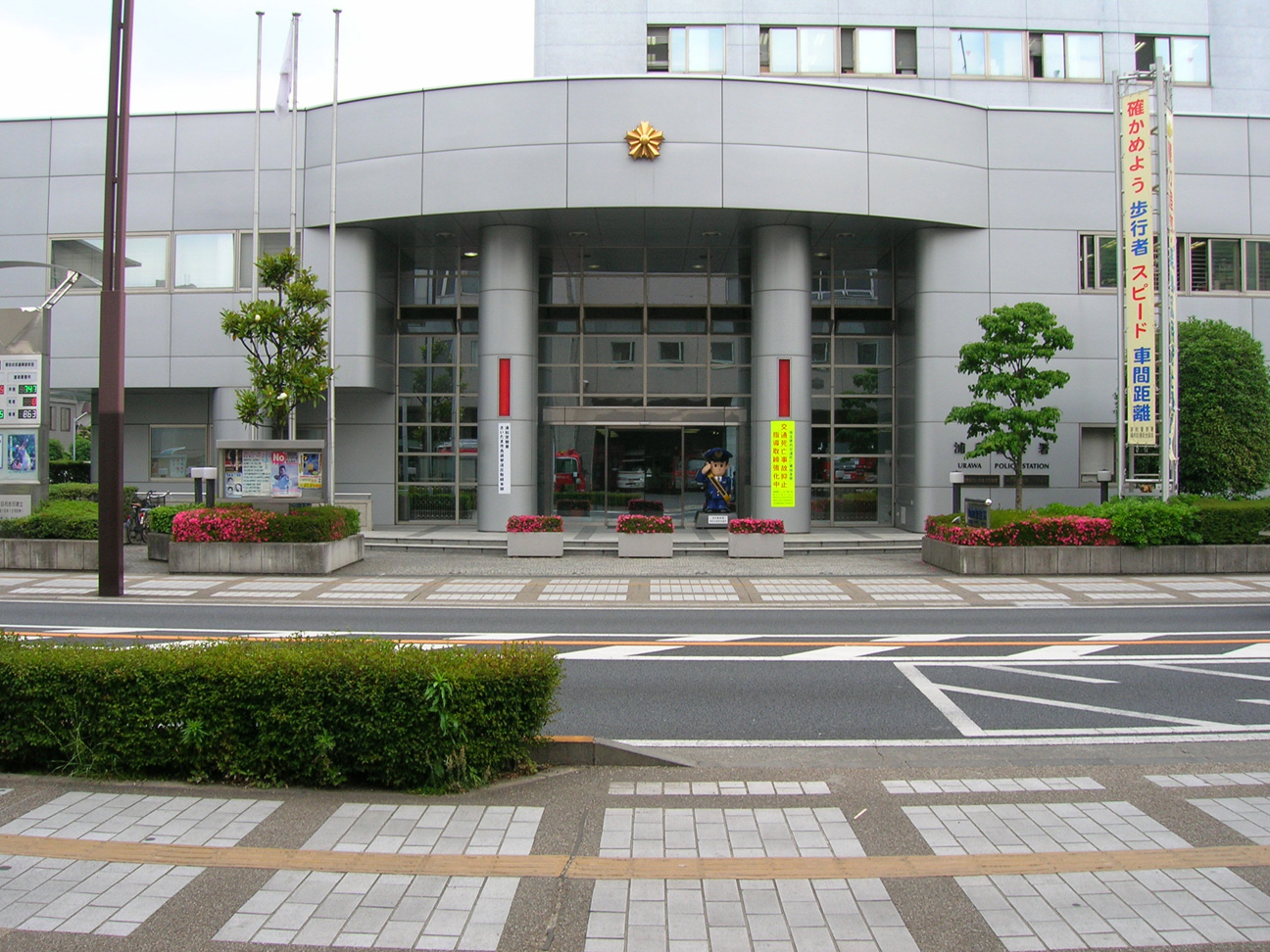
庁舎正面（2005年5月28日）

浦和警察署（うらわけいさつしょ）は、埼玉県さいたま市浦和区にある、埼玉県警察が管轄する警察署の一つ。県内筆頭の大規模署であり、署長は警視正。署舎内にさいたま市警察部と第一方面本部、また、交通管制センターも併設されている。

## 所在地
- さいたま市浦和区常盤四丁目11番21号

浦和駅西口から徒歩15分。戦前の浦和警察署は、明治9年に新島とみの生家である「中田家」を買い取り設置された。その後現在地に移転し、跡地は浦和商工会議所を経て現在はザ・パークハウス浦和タワーとなっている。

## 管轄区域
- さいたま市
  - 浦和区（上木崎一丁目を除く）
  - 南区

## 組織
- 警務課
- 留置管理課
- 会計課
- 生活安全課
- 地域課
- 刑事課
- 交通課
- 警備課

## 沿革
- 1948年3月7日

旧警察法の施行により埼玉県警察部が解体され、自治体警察浦和市警察署として開設。
※ 当時浦和市に編入されていなかった土合村、大久保村、大門村、戸塚村、野田村と鳩ヶ谷町（現・川口市）、美笹村、志木市域にあたる志紀町、宗岡村、および内間木村（現・朝霞市の一部）、水谷村（現・富士見市の一部）は、国家地方警察埼玉県浦和地区警察署が管轄していた。
- 1954年7月1日 - 警察法改正により、それまでの自治体警察および国家地方警察を改め、埼玉県浦和警察署として開設。浦和市警察署および浦和地区警察署のすべての管轄地域を引き継ぎ、業務開始。
- 1955年1月1日 - 朝霞警察署開設に伴い、志木町、宗岡村、内間木村、水谷村が管轄地域から分離。
- 1957年6月1日 - 仲町（現在はザ・パークハウス浦和タワー）から常盤の現在地へ移転。旧庁舎での業務開始。
- 1979年12月1日 - 浦和西警察署開設に伴い、浦和市北西部地区（現・桜区全域と浦和区の一部）と与野市が管轄地域から分離。
- 1989年7月1日 - 現庁舎にて業務開始。
- 2002年12月1日 - 浦和東警察署開設に伴い、旧・浦和市東部地区（現・緑区全域）が管轄地域から分離。

## 交番
括弧内は所在地。

### 浦和区
- 浦和駅前交番（高砂一丁目16番10号、旧・浦和駅西口交番）
- 領家交番（領家六丁目27番9号）
- 北浦和駅東口交番（北浦和三丁目3番3号）
- 北浦和駅西口交番（北浦和四丁目4番1号）
- 上木崎交番（上木崎三丁目2番15号）

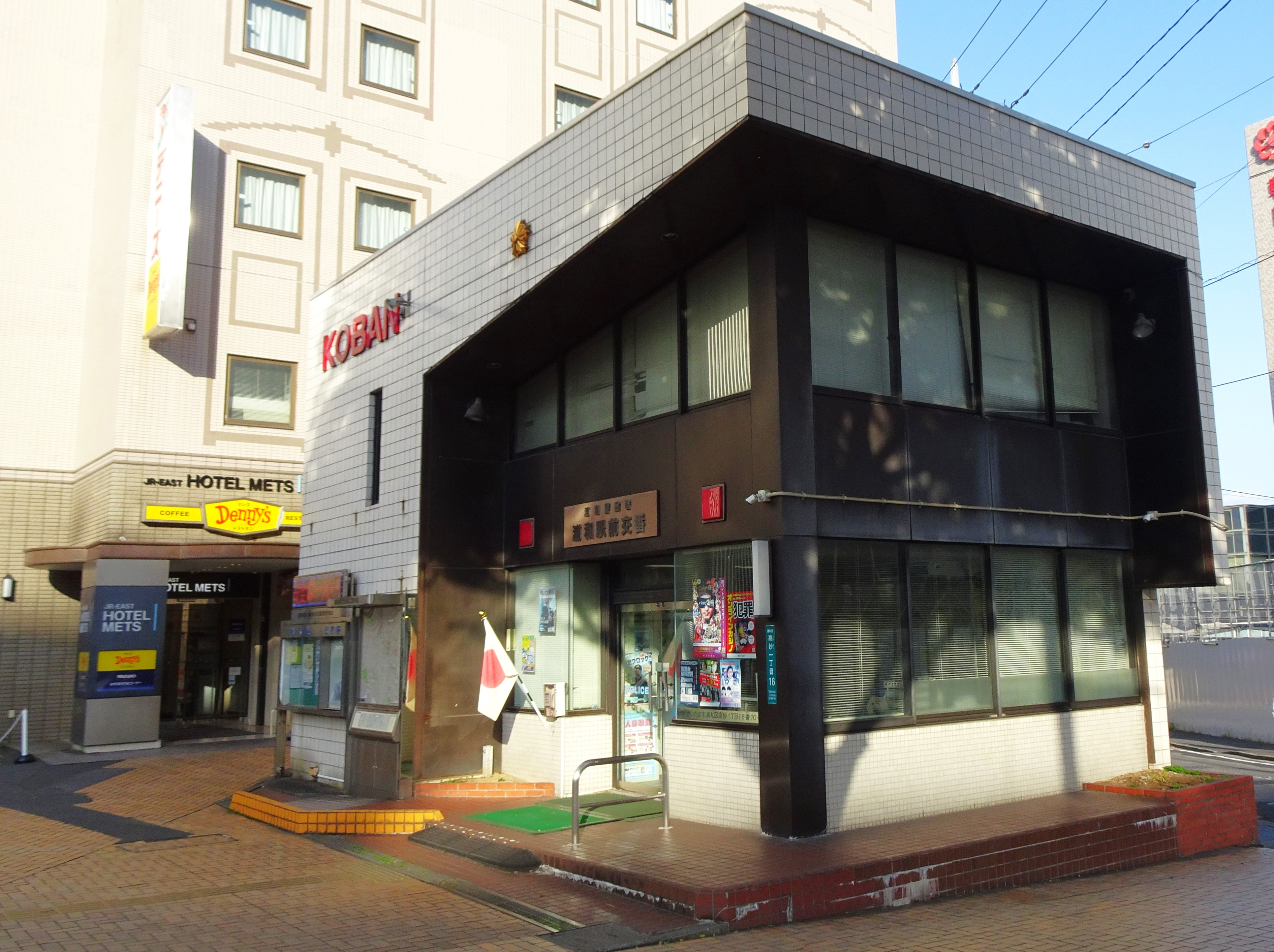
浦和駅前交番
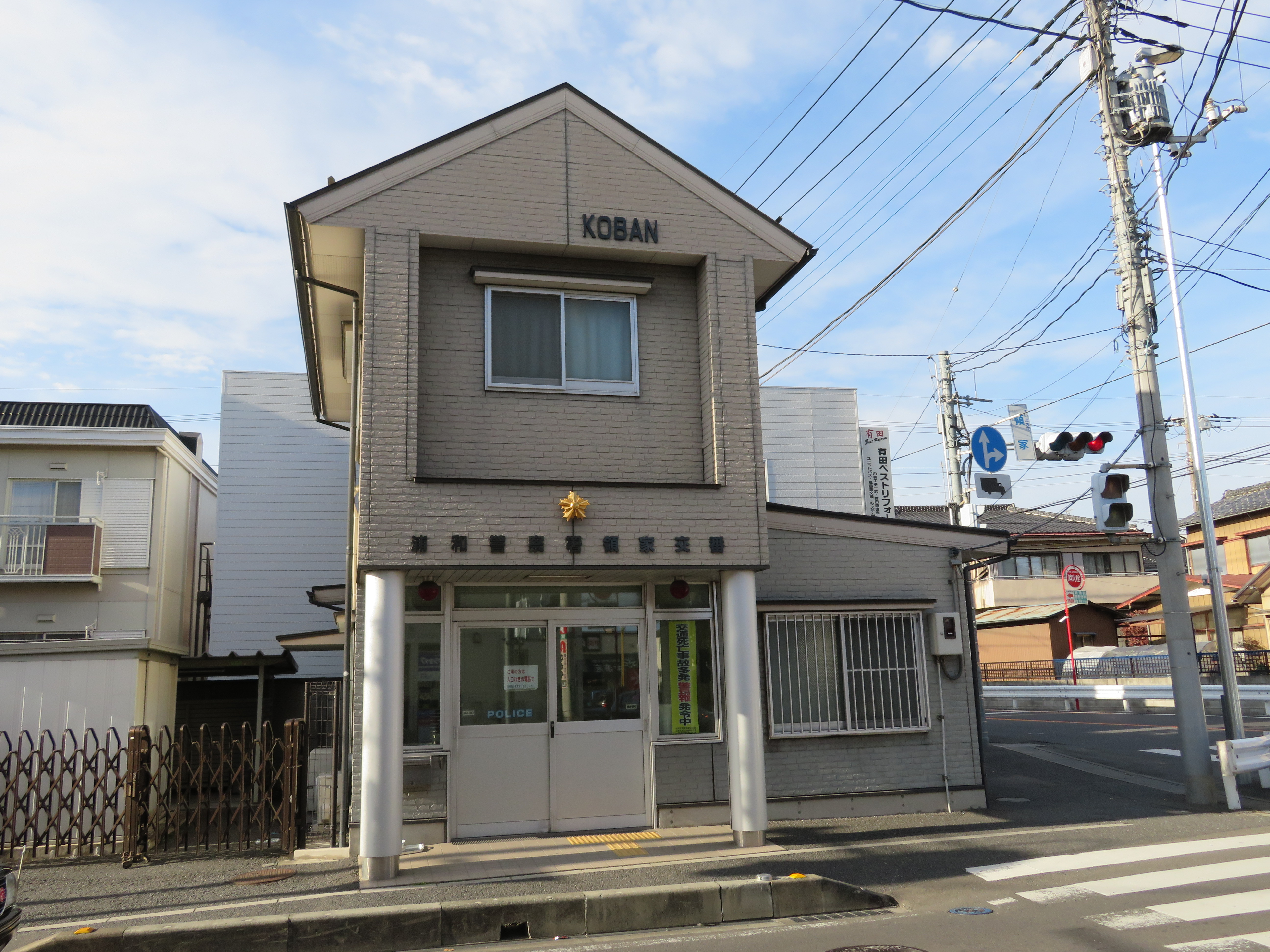
領家交番
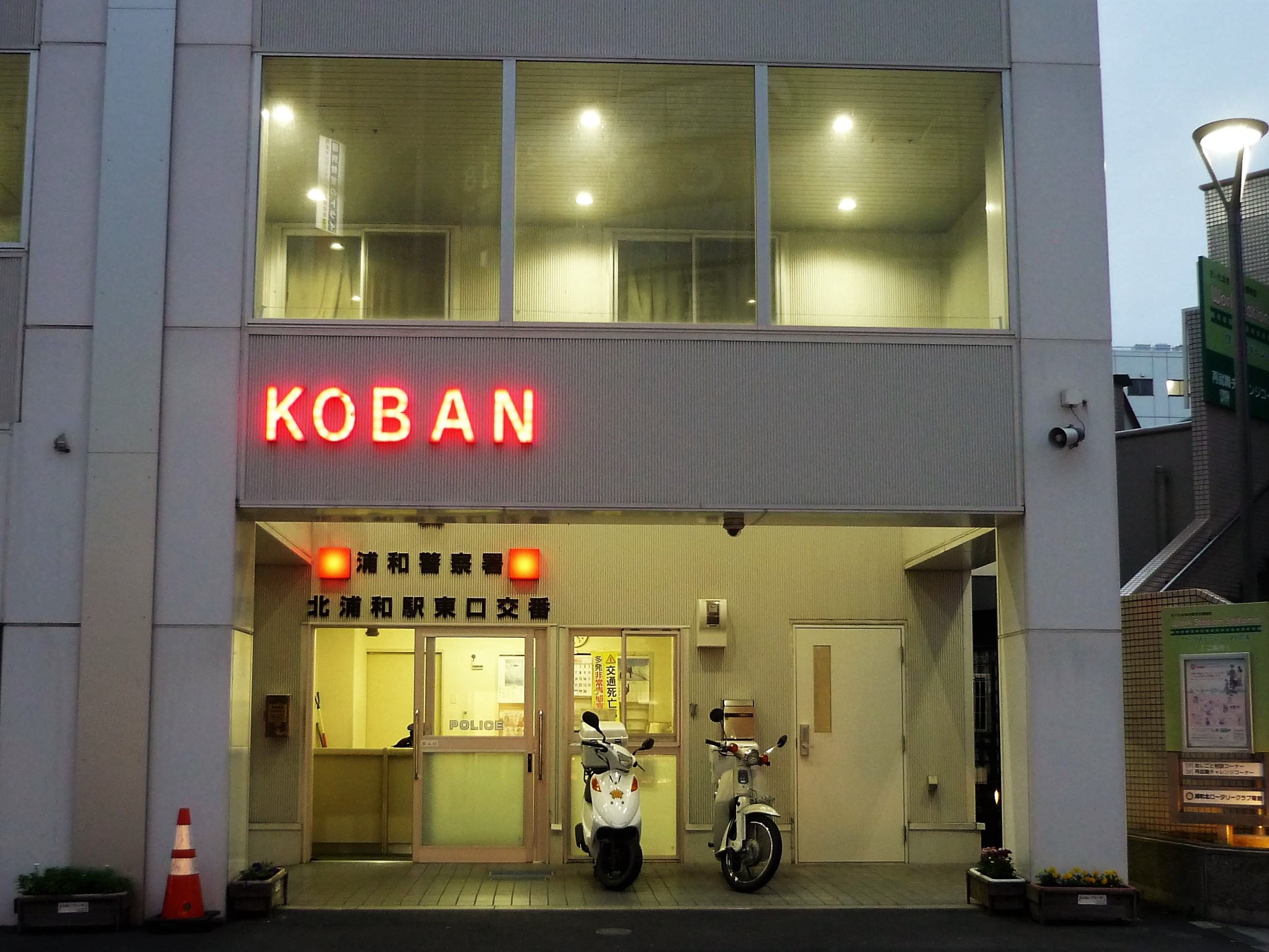
北浦和駅東口交番
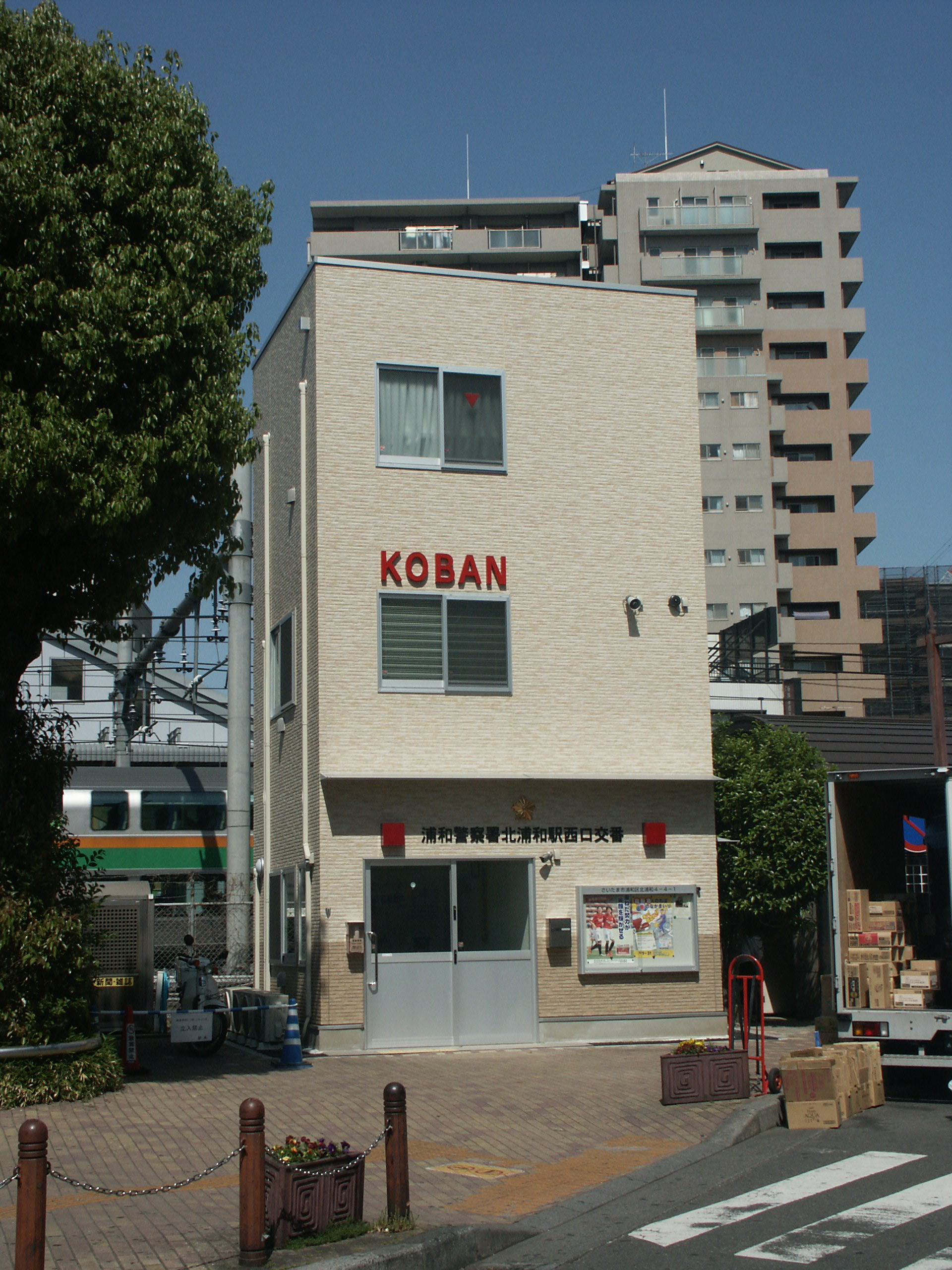
北浦和駅西口交番
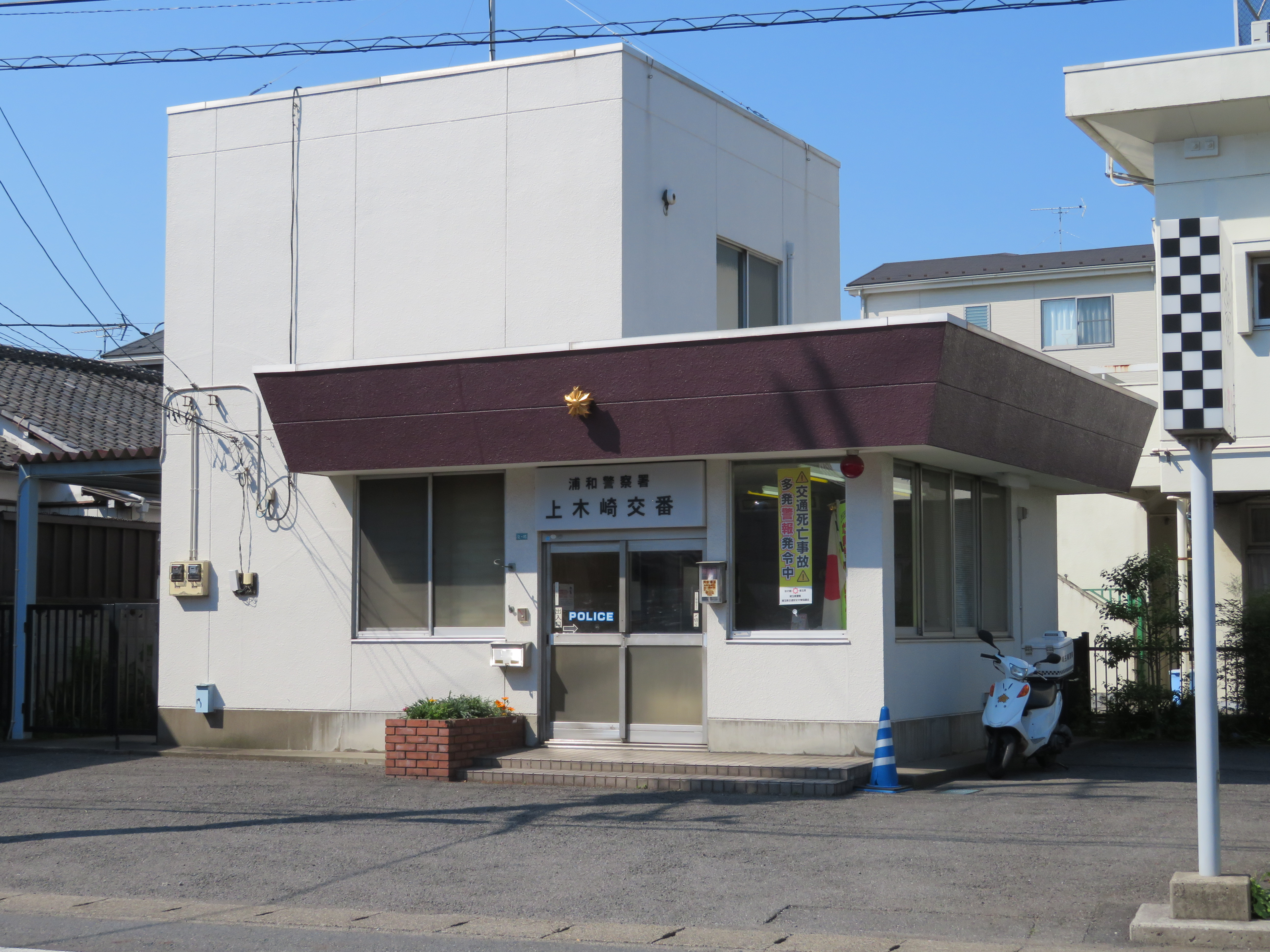
上木崎交番

### 南区
- 南浦和駅東口交番（南浦和二丁目37番3号）
- 南浦和駅西口交番（南本町二丁目26番2号）
- 六辻交番（辻三丁目2番30号）
- 武蔵浦和駅前交番（別所七丁目13番5号）

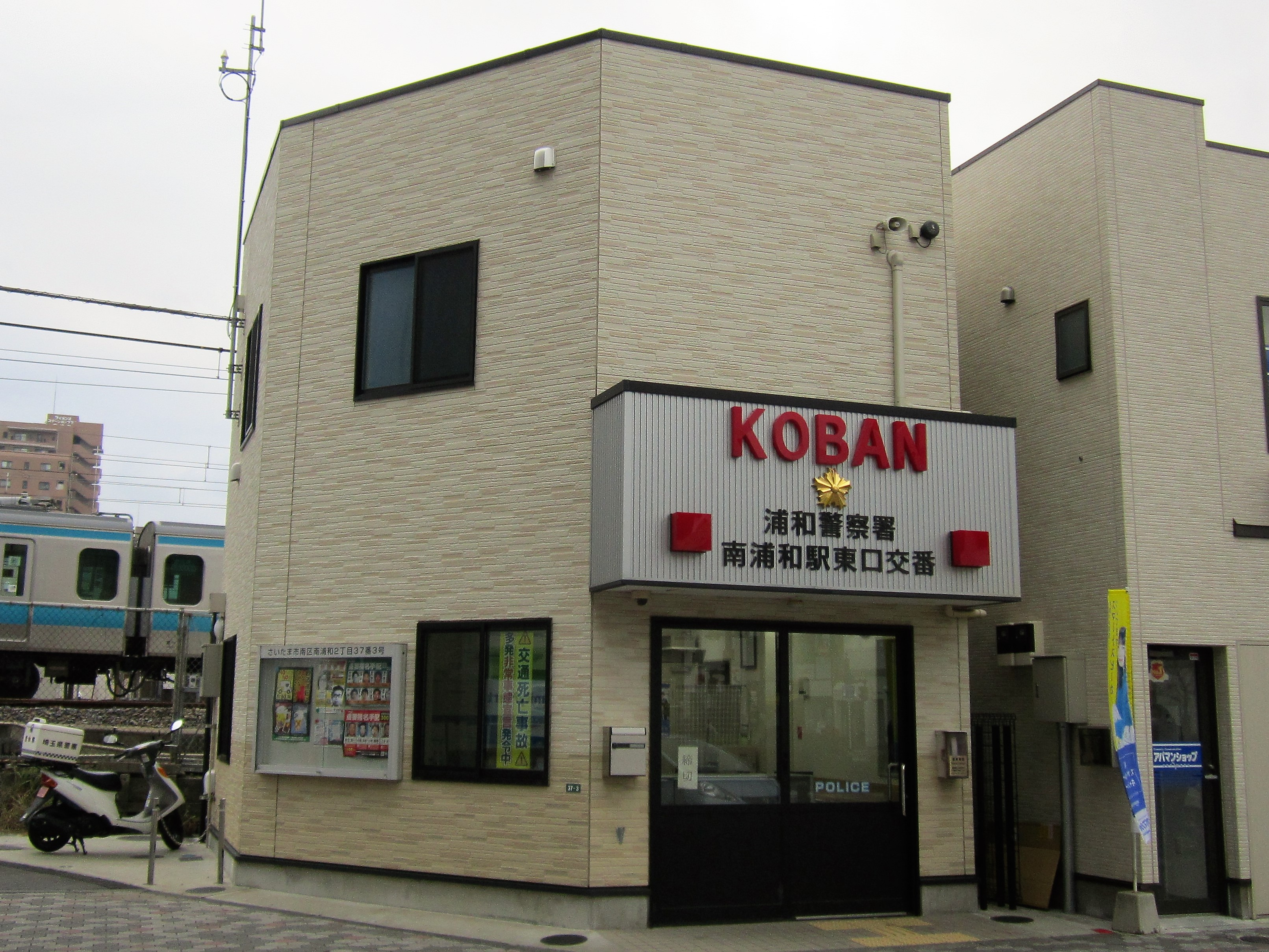
南浦和駅東口交番
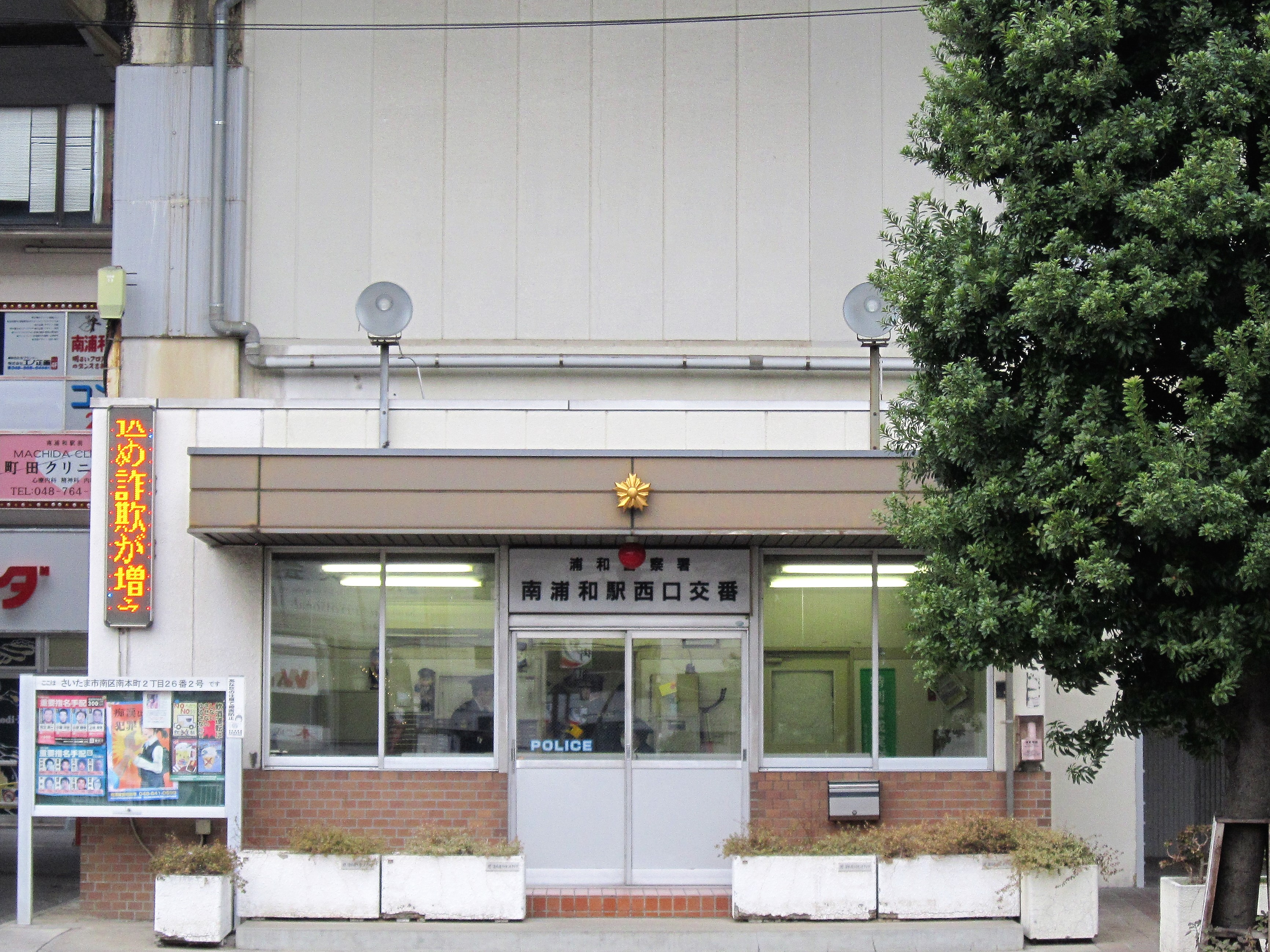
南浦和駅西口交番
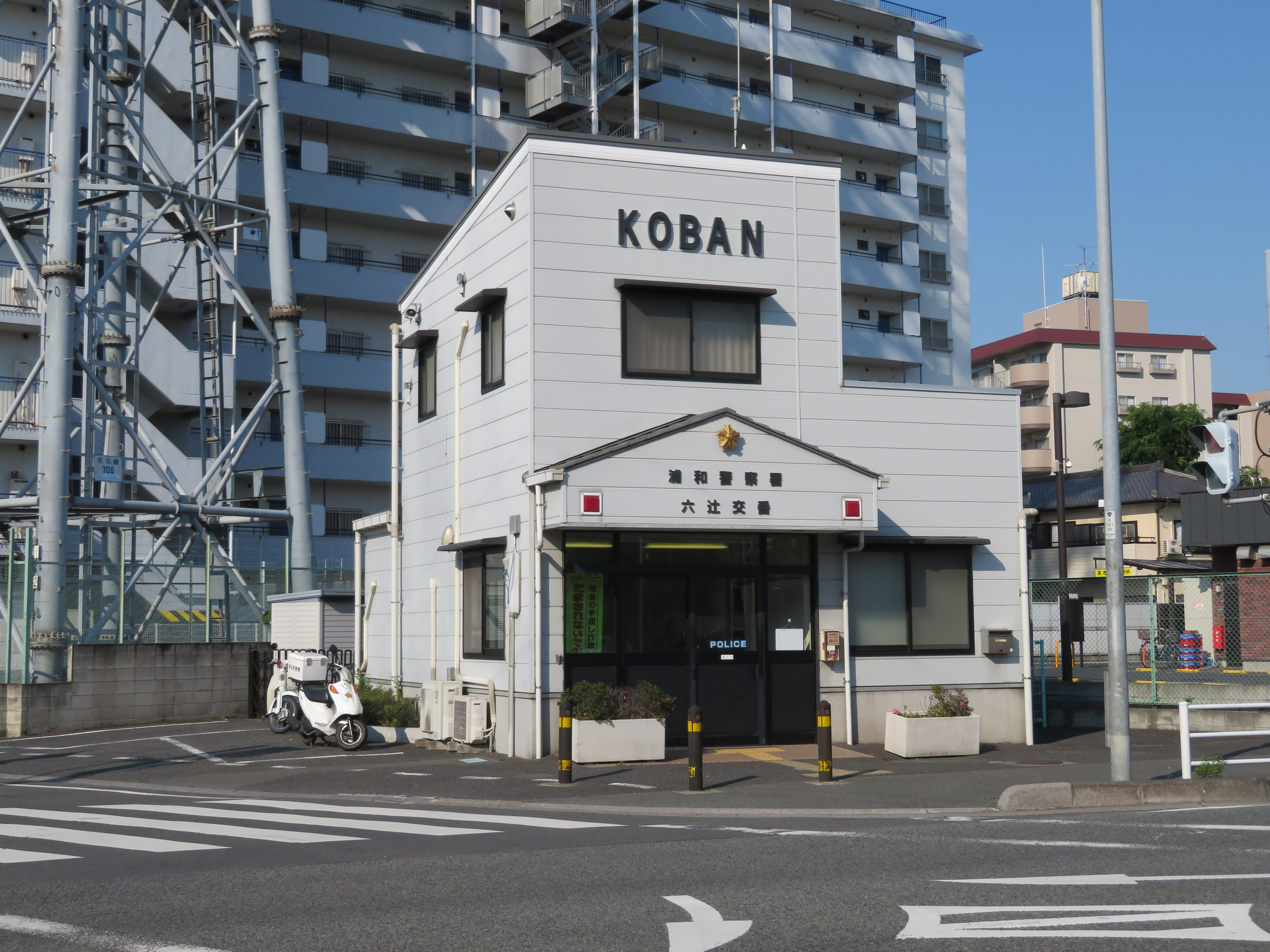
六辻交番
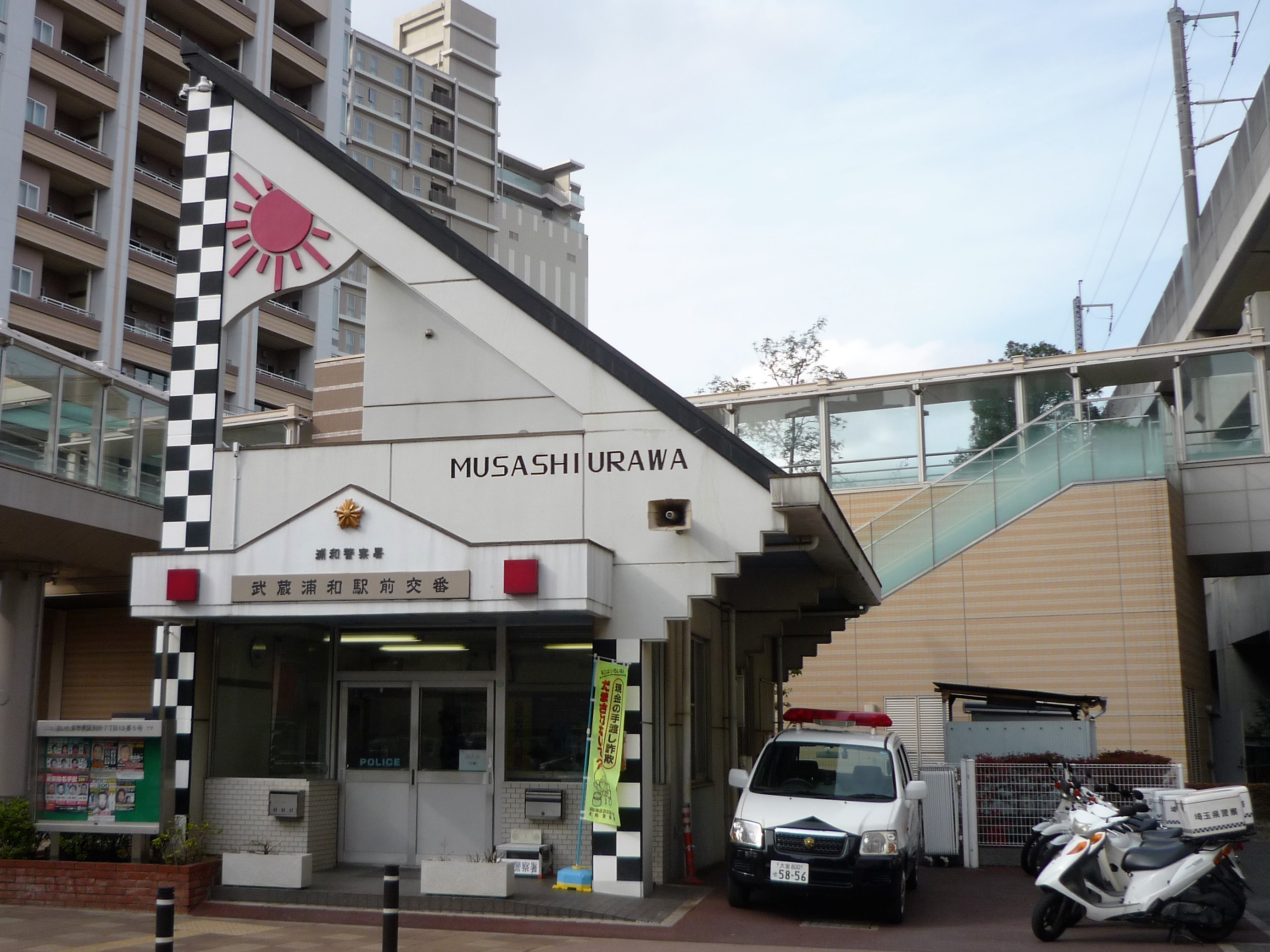
武蔵浦和駅前交番

## かつて設置されていた交番
- 浦和駅東口交番 - 浦和駅前交番と統合し、浦和駅東口連絡派出所に変更。その後、駅高架化による東西通路開通に伴い、2013年2月に廃止。
- 浦和駅西口交番（現・浦和駅前交番）
- 岸町交番（現・岸町防犯ステーション）
- 高砂交番（現・高砂防犯ステーション）
- 谷田交番（現・谷田防犯ステーション）

## 周辺
- 国道17号・国道463号（中山道）
- 町谷本太線（市役所通り）
- さいたま市役所
- NHKさいたま放送局
- 埼玉県知事公館
- さいたま市消防局（本部）・浦和消防署

## 重大な不祥事

### 現役警察官強盗殺人事件（2015年）
2015年9月3日 - 本署地域課の男性巡査部長（31歳）が、朝霞市の男性（58歳）宅に侵入し、首をロープで絞めて殺害した。また、金庫内にあった現金100万円を盗んだ。取り調べに対し、男性巡査部長は「金銭目的で男性宅に侵入した」という趣旨の供述をしていた。13日、県警は殺人と住居侵入の疑いで、男性巡査部長をさいたま地方検察庁に送検した。男性巡査部長は、妻子がいるにもかかわらず、捜査過程で知り合った不倫相手と二重生活しており、経済的に困窮していた。支払期限の迫った借金もあったが、事件後に返済し、不倫相手と旅行もしていた。殺害された男性宅には、2014年10月、男性の父親が自宅で亡くなったため、同僚と遺体の検視で訪れており、その時に金庫の場所や施錠状況を把握していた。2018年10月2日、強盗殺人などの罪に問われた元巡査部長の上告を最高裁判所第二小法廷が棄却したことで、無期懲役の刑が確定した。詳細は「埼玉県警察浦和警察署警察官による資産家強盗殺人事件」